# Silent Pal
Silent Pal è un film muto del 1925 diretto da Henry McCarty. Prodotto dalla Gotham Productions, aveva come interpreti Thunder the Dog, famosa star canina dell'epoca, affiancata da Eddie Phillips (che girò con lui altri due film), Shannon Day, Colin Kenny, Willis Marks.

## Trama
David Kingston, studente universitario di New York, viene falsamente accusato ed espulso dalla scuola. Il dolore colpisce talmente sua madre che la donna ben presto muore e David comincia a pensare al suicidio. L'incontro con un cucciolo randagio lo distoglierà dalle sue cupe idee. Il giovane adotta il cane che chiama Thunder e, con lui, parte per la California dove una mappa, trovata da Thunder, indica la presenza di una miniera d'oro. Lungo la strada, David si ferma in un ranch dove scopre che la figlia del proprietario, un allevatore di pecore, è scomparsa. Thunder ben presto trova la bambina e David la salva con l'aiuto di Randall Phillips, un ingegnere minerario. Quando Phillips viene a sapere della mappa, tenta di uccidere David.

Accusato di avere ucciso delle pecore, Thunder rischia di venire eliminato dagli uomini dello sceriffo ma viene salvato dalla bambina che testimonia per lui.
Quando David e Thunder entrano nel pozzo della miniera, ignorano che Phillips l'ha minato. L'ingegnere fa partire la carica ma l'esplosione provocata lo uccide. David è salvato da Thunder e scopre che la dinamite esplosa ha portato alla luce un ricco filone d'oro. Il giovane, ormai ricco, chiede adesso alla figlia maggiore dell'allevatore la mano.

## Produzione
Il film fu prodotto dalla Gotham Productions. Alcune recensioni indicarono come località delle riprese la California del Nord e l'Oregon.

## Distribuzione
Il copyright del film, richiesto dalla Gotham Productions, fu registrato il 27 marzo 1925 con il numero LP21278.
Distribuito dalla Lumas Film Corporation, il film uscì nelle sale statunitensi nel marzo 1925. La Phillips Film Company lo distribuì il 3 maggio 1926 nel Regno Unito in una versione ridotta di 1.613,6 metri rispetto ai 1.661,75 metri della versione originale.

### Conservazione
Copia completa della pellicola si trova conservata negli archivi della Cinémathèque Québécoise di Montreal.